# Пехоциці
Пехоциці (пол. Piechocice, нім. Bauerngrund) — село в Польщі, у гміні Корфантув Ниського повіту Опольського воєводства.
Населення — 140 осіб (2011).

## Демографія
Демографічна структура станом на 31 березня 2011 року:
|          | Загалом | Допрацездатний вік | Працездатний вік | Постпрацездатний вік |
| -------- | ------- | ------------------ | ---------------- | -------------------- |
| Чоловіки | 74      | 14                 | 51               | 9                    |
| Жінки    | 66      | 14                 | 39               | 13                   |
| Разом    | 140     | 28                 | 90               | 22                   |